# 栗栖健一
栗栖 健一（くりす けんいち、1972年 - ）は、日本の吹奏楽作曲家・トランペット奏者。航空自衛隊音楽隊員の自衛官。広島県広島市南区宇品出身。

## 人物
広島市立宇品中学校～広島市立基町高等学校～国立音楽大学卒業後、航空自衛隊の職種の一つである「音楽員」として同隊に入隊する。主にトランペット奏者として活動を続けるが、2006年に初めての作曲作品であるコンサートマーチ『光と風の通り道』が2007年度全日本吹奏楽コンクール課題曲に採用された。作曲家の八木澤教司氏が書いた「トランペット協奏曲」は彼のために書かれた作品である。2022年に幹部自衛官に任官し指揮者に転向した。

## 主な作品

### 作曲
- コンサートマーチ『光と風の通り道』（2007年度全日本吹奏楽コンクール課題曲II[1]）
- マーチ『蒼桐（あおぎり）』（広島市立基町高等学校器楽部創部50周年記念委嘱作品）
- 行進曲『仲間とともに』
- 栄光への道